# Врадіївка (станція)
Вра́діївка — вантажно-пасажирська залізнична станція Одеської дирекції Одеської залізниці.
Розташована в однойменному селищі міського типу Врадіївського району Миколаївської області на лінії Побережжя — Підгородна між станціями Любашівка (26 км) та Кам'яний Міст (16 км).

## Пасажирське сполучення
На станції зупиняються поїзди далекого сполучення.
Врадіївка з 2012 року залишилося без залізничного сполучення. За поїзд із півдня на захід люди боролися понад два роки. З 11 грудня 2017 року через станцію щоденно призначений новим маршрутом нічний швидкий поїзд № 119/120 сполученням Запоріжжя I — Львів. З 18 березня 2020 року, через карантинні обмеження спричинені поширенням захворювань на COVID-19, курсування поїзда тимчасово було скасовано. З 1 квітня 2021 року відновлено курсування поїзда № 119/120 сполученням Запоріжжя — Львів через Врадіївку.